# Lancer du disque masculin aux championnats du monde d'athlétisme 2009
Navigation
Osaka 2007 Daegu 2011
L'épreuve du lancer du disque  masculin des championnats du monde de 2009 s'est déroulée les 18 et 19 août 2009 dans le Stade olympique de Berlin, en Allemagne. Elle est remportée par l'Allemand Robert Harting.

## Critères de qualification
Pour se qualifier, il faut avoir réalisé au moins 64,50 m (minimum A) ou 62,50 m (minimum B) du 1er janvier 2008 au 3 août 2009.

## Records
Avant cette compétition, les records dans cette discipline étaient les suivants :
| Record                  | Distance | Athlète           | Pays               | Date        | Lieu           |
| ----------------------- | -------- | ----------------- | ------------------ | ----------- | -------------- |
| Record du monde         | 74,08 m  | Jürgen Schult     | Allemagne de l'Est | 8 juin 1986 | Neubrandenburg |
| Record des championnats | 70,17 m  | Virgilijus Alekna | Lituanie           | 7 août 2005 | Helsinki       |

## Médaillés
| Or             | Argent            | Bronze      |
| Robert Harting | Piotr Małachowski | Gerd Kanter |

## Résultats

### Finale
| Rang               | Athlète               | Pays       | Essais  | Essais  | Essais  | Essais  | Essais  | Essais  | Marque  | Notes |
| Rang               | Athlète               | Pays       | 1       | 2       | 3       | 4       | 5       | 6       | Marque  | Notes |
| ------------------ | --------------------- | ---------- | ------- | ------- | ------- | ------- | ------- | ------- | ------- | ----- |
| Médaille d'or      | Robert Harting        | Allemagne  | 68,25 m | 67,04 m | 67,80 m | x       | 67,80 m | 69,43 m | 69,43 m | PB    |
| Médaille d'argent  | Piotr Małachowski     | Pologne    | 68,77 m | 68,05 m | 67,00 m | x       | 69,15 m | 67,33 m | 69,15 m | NR    |
| Médaille de bronze | Gerd Kanter           | Estonie    | 65,91 m | 65,65 m | x       | 66,88 m | 66,24 m | 65,45 m | 66,88 m |       |
| 4                  | Virgilijus Alekna     | Lituanie   | 66,36 m | 66,32 m | 65,68 m | 64,53 m | 66,24 m | x       | 66,36 m |       |
| 5                  | Casey Malone          | États-Unis | 63,61 m | 61,59 m | 65,64 m | 64,84 m | 65,98 m | 66,06 m | 66,06 m |       |
| 6                  | Zoltán Kővágó         | Hongrie    | x       | 63,09 m | 62,47 m | x       | 65,17 m | 61,69 m | 65,17 m |       |
| 7                  | Bogdan Pishchalnikov  | Russie     | 62,03 m | 63,29 m | 63,18 m | 64,26 m | 65,02 m | x       | 65,02 m |       |
| 8                  | Gerhard Mayer         | Autriche   | 62,16 m | 60,49 m | 63,17 m | x       | 60,83 m | x       | 63,17 m |       |
| 9                  | Omar Ahmed El Ghazaly | Égypte     | 62,13 m | 62,83 m | 62,76 m |         |         |         | 62,83 m |       |
| 10                 | Mario Pestano         | Espagne    | 62,76 m | x       | 62,27 m |         |         |         | 62,76 m |       |
| 11                 | Jarred Rome           | États-Unis | 58,48 m | 62,47 m | x       |         |         |         | 62,47 m |       |
| 12                 | Frantz Kruger         | Finlande   | x       | 59,77 m | x       |         |         |         | 500,    |       |

### Qualifications
Le seuil de qualification était placé à 64,50 m (ou les 12 meilleurs).
| Rang | Athlète                   | Pays       | Distance  | Essais  | Essais  | Essais  |
| ---- | ------------------------- | ---------- | --------- | ------- | ------- | ------- |
| 1    | Robert Harting            | Allemagne  | 66,81 m Q | 66,81 m |         |         |
| 2    | Gerd Kanter               | Estonie    | 66,73 m Q | 66,73 m |         |         |
| 3    | Casey Malone              | États-Unis | 65,13 m Q | 65,13 m |         |         |
| 4    | Mario Pestano             | Espagne    | 65,03 m Q | 65,03 m |         |         |
| 5    | Bogdan Pishchalnikov      | Russie     | 62,93 m q | 62,93 m | 61,09 m | 60,08 m |
| 6    | Omar Ahmed El Ghazaly     | Égypte     | 62,84 m q | 62,84 m | 62,09 m | x       |
| 7    | Aleksander Tammert        | Estonie    | 62,24 m   | 62,24 m | 61,93 m | 59,44 m |
| 8    | Ian Waltz                 | États-Unis | 62,04 m   | x       | 60,27 m | 62,04 m |
| 9    | Benn Harradine            | Australie  | 61,74 m   | 60,73 m | 61,74 m | 60,79 m |
| 10   | Gaute Myklebust           | Norvège    | 60,80 m   | x       | 60,80 m | x       |
| 11   | Bertrand Vili             | France     | 60,68 m   | 60,68 m | x       | x       |
| 12   | Jorge Balliengo           | Argentine  | 59,19 m   | 56,69 m | 55,32 m | 59,19 m |
| 13   | Oleksiy Semenov           | Ukraine    | 58,78 m   | 58,78 m | 57,31 m | x       |
| 14   | Daniel Schärer            | Suisse     | 58,50 m   | 58,50 m | 58,23 m | 57,22 m |
| 15   | Haider Naser Abdulshaheed | Irak       | NM        | x       | x       | x       |

| Rang | Athlète                | Pays       | Distance  | Essais  | Essais  | Essais  |
| ---- | ---------------------- | ---------- | --------- | ------- | ------- | ------- |
| 1    | Zoltán Kövágó          | Hongrie    | 65,82 m Q | x       | 65,82 m |         |
| 2    | Jarred Rome            | États-Unis | 65,51 m Q | 60,92 m | 65,51 m |         |
| 3    | Virgilijus Alekna      | Lituanie   | 65,04 m Q | 65,04 m |         |         |
| 4    | Piotr Malachowski      | Pologne    | 64,48 m q | 64,20 m | 64,48 m | 62,65 m |
| 5    | Gerhard Mayer          | Autriche   | 62,53 m q | 62,53 m | 59,33 m | 62,19 m |
| 6    | Frantz Kruger          | Finlande   | 62,29 m q | 62,29 m | x       | 60,45 m |
| 7    | Yennifer Frank Casañas | Espagne    | 61,10 m   | x       | x       | 61,10 m |
| 8    | Erik Cadée             | Pays-Bas   | 60,64 m   | x       | 60,64 m | x       |
| 9    | Markus Münch           | Allemagne  | 60,55 m   | 60,55 m | x       | 59,12 m |
| 10   | Ivan Hryshyn           | Ukraine    | 59,93 m   | 59,93 m | 57,28 m | x       |
| 11   | Märt Israel            | Estonie    | 59,58 m   | 59,58 m | x       | -       |
| 12   | Ahmed Mohamed Dheeb    | Qatar      | 59,16 m   | 55,33 m | 59,16 m | x       |
| 13   | Nikolay Sedyuk         | Russie     | 59,03 m   | x       | 59,03 m | 58,62 m |
| 14   | Germán Lauro           | Argentine  | 57,88 m   | 57,88 m | x       | x       |
| 15   | Ercüment Olgundeniz    | Turquie    | 57,52 m   | 56,54 m | x       | 57,52 m |

## Légende
Records et Performances
- AR : Record continental (area record)
- CR : Record des championnats (championship record)
- MR : Record du meeting (meet record)
- NR : Record national (national record)
- OR : Record olympique (olympic record)
- PR : Record paralympique (paralympic record)
- PB : Record personnel (personal best)
- SB : Meilleure performance personnelle de la saison (season's best)
- WL : Meilleure performance mondiale de l'année (world leader)
- WJR : Record du monde junior (world junior record)
- WR : Record du monde (world record)

Circonstances et Conditions
- DNF : N'a pas terminé (did not finish)
- DNS : N'a pas pris le départ (did not start)
- DQ : Disqualification (disqualification)
- NM : Aucun essai valable enregistré (No Mark)
- Q : Qualifié « directement » au prochain tour (ou à la prochaine compétition), lors d'une compétition majeure, grâce au classement ou à la réalisation des minima (automatic qualifier)
- q : Qualifié au prochain tour (ou à la prochaine compétition), lors d'une compétition majeure, grâce au repêchage ou à la réalisation de l'une des meilleures performances parmi celles des « non qualifiés directement » (grâce au meilleur temps ou à la meilleure distance par exemple) (secondary qualifier)